# Saint-Salvadour
Saint-Salvadour är en kommun i departementet Corrèze i regionen Nouvelle-Aquitaine i de centrala delarna av Frankrike. Kommunen ligger  i kantonen Seilhac som tillhör arrondissementet Tulle. År 2022 hade Saint-Salvadour 317 invånare.

## Befolkningsutveckling
Antalet invånare i kommunen Saint-Salvadour
Referens:INSEE